# Установка дегідрогенізації бутилену у Нанкіні
Установка дегідрогенізації бутилену у Нанкіні – складова нафтохімічного майданчика компанії Nanjing Chengzhi Clean Energy, розташованого на околиці столиці провінції Цзянсу.
У 2010-х роках на тлі зростаючої потреби у бутадієні (основа найбільш поширеного типу синтетичних каучуків) в Китаї спорудили цілий ряд спеціалізованих виробництв цього дієна. Зокрема, у 2019 році стала до ладу установка потужністю 100 тисяч тон на рік, зведена на замовлення Nanjing Chengzhi Clean Energy. Вона здійснює оксидативну дегідрогенізацію бутилена та є інтегрованою з установкою конверсії метанолу в олефіни. Хоча цільовими продуктами останнього процесу є етилен та пропілен, проте при цьому також продукується значний об’єм більш важких олефінів, що надає змогу забезпечувати сировиною виробництво бутадієна.
Можливо відзначити, що це вже був не перший приклад такої інтеграції – на пару років раніше у тій же провінції Цзянсу подібний проект реалізувала в Ляньюньгані компанія Jiangsu Sailboat Petrochemical.